# 尾崎南
尾崎南（日语：／ Ozaki Minami，1968年2月27日—），籍貫為神奈川县平冢市，日本女性漫畫家，血型O型，同人誌代表作家之一，1989年在商業誌上以BL耽美題材《絕愛-1989-》一書成名。

## 簡史

### 少年時期
尾崎南出生於日本神奈川县平冢市取访町中南医院，父母离異，有一个妹妹。 在初中时曾加入当地的暴走族(不良少年的组织)，人生没有任何兴趣或目标。高中时代常翘课在街上游荡。

### 同人創作時期
高三时在一位先辈家看到了高桥阳一先生的漫画《足球小将》及一些同人作品，立刻就沉迷于创作，借此找到了兴趣並投身于此。

1986年加入了C翼的同人志团体“怒恶流”（当时的一个漫画同人志流派，主张重视感觉表达与画面张力，而不太致力于画面技术的高低），并很快成为该流派的佼佼者，“怒恶流”成了“尾崎南”的代名词。她曾经以不少C翼中的男性角色为主人公，画过不少耽美题材的同人，其中比较著名的有「若岛津建X日向小次郎、」「小野田X早田诚」的配对。尾崎南最为著名也是她自己最钟爱的是前者，通过描绘若岛津和日向的虚构爱情故事，她激烈独特的美学意识与人生观一览无遗，吸引了许多读者，从此在日本同人誌界被称为“同人誌女王”。

### 原創時期
在同人界奋斗了好几年之后，她也像其他进军商业誌的同人漫画家一样，开始涉足不同的漫画舞台，在发表了《忠诚的证明》、《弥勒》等几部短篇后，于1989年在集英社的少女漫画杂志《MAGARET》（マーガレツト）开始连载令当时日本少女漫画界震撼之作《绝爱-1989-》（ZETSUAI1989）。其中的两位主人公南条晃司和泉拓人在某种程度上可说是尾崎南同人誌中若岛津和日向的影子，作者在商业誌中延续着她一贯的执着精神和想法。因为是商业誌，许多同人誌中过激的成分并没有出现，晃司和泉的苦恋之路比起她笔下的若岛津和日向来，更多是精神上的相互折磨与渴望。
在1990年连载结束后（可说是典型的“尾崎南式结局”，角色的心中充满了对未来的不安与不信，南自己称之为“ENDLESS END”），由于广大读者强烈的要求（据说有不少人哭着写信给向她请求“不要让他们就这样结束”），尾崎南于1991年再次连载《绝爱-1989-》的续集《BRONZE》（BRONZE zetsuai since 1989）。虽然《BRONZE》的情节比较琐碎且离奇，被部分读者认为不及《绝爱-1989-》，但绝爱的真正精神，乃至尾崎南的思想和观点，却是《BRONZE》中表达得更完整，日本的南FANS称“她是用自己的魂在画”。燃尽自己生命的激烈、毁灭自身肉体的狂野、永无休止地追逐着那高高在上的事物，《BRONZE》不仅是爱情如此简单，尾崎南所描绘的是人心的交汇与远离、信任与背叛的挣扎、对永恒的怀疑与追求。而晃司与泉，在《BRONZE》中的人格也表现得更完整。晃司逐渐变得成熟内敛，从原来幼稚自私的口头之爱逐渐懂得了用行动支持爱护泉。而泉在《绝爱-1989-》中则可说还是属于配角，扮演的是被动者，他在《BRONZE》中才真正被赋予了血肉，成为真正意义上的主角。
虽然尾崎南在连载《BRONZE》的途中曾几度长期休载，但绝大多数读者的热情始终不变，至今还有年轻一代的读者加入其中，最有名的绝爱迷大概就是日本歌手相川七濑了，她和尾崎南私交甚佳，尾崎南还为她的演唱会纪念品画过插图。在2000年，绝爱发行了法语版，进入法国市场且非常受欢迎，其独特思想与激情，超越东西方文化差异和时间跨度。《绝爱-1989-》的出现，可说是让许多少女爱上耽美的作品，在《绝爱》裡的真爱让许多人对耽美漫畫的印象改变了。

## 主要作品

### 漫画
- 《忠誠的證明》
- 《彌勒》
- 《獨占欲》
- 《絕愛-1989-》（ZETSUAI 1989） 5卷
- 《BAD BLOOD》（绝爱-1989-番外篇） 1卷
- 《BRONZE》（BRONZE ZETSUAI since 1989） 14卷（停载中）

### 插绘
- 絶愛―Since 1989 （文：楠香由美）
- 華冤断章 （文：秋山凛）

### 画集
- GOD偶像破壊主義 ISBN 4088480449
- （Illustration·Card BOOK） ISBN 4054002544
- ZODIAC-聖獣伝説- ISBN 4087821226
- 恶辣
- 尾崎南完全特集号